# Адмінкорпус Тернопільського національного медичного університету
Адмінкорпус Тернопільського національного медичного університету — пам'ятка архітектури місцевого значення в Україні. Розташована в Тернополі на Майдані Волі, 1. Охоронний номер 326.

## Опис
Чотириповерхова Г-подібна будівля з підвальними приміщеннями. Стіни оформлені в зелений колір. Інтер'єр залів поверхів оформлений настінними розписами на міфлогічні та медичні теми. Між першим і другим поверхами є барельєф Гіппократа і текст його клятви., між другим і третім поверхами — 6 барельєфів видатних українських лікарів за тисячолітню історію.

## Історія
З початку заснування медичного інституту в 1957 році в цьому будинку був фізіологічний корпус. Тут розміщалися майже всі кафедри новоствореного інституту і бібліотека. Після введення в дію морфологічного корпусу кафедри нормальної і топографічної анатомії, оперативної хірургії і топографічної анатомії, гістології та судової медицини, а також бібліотека переміщені з фізіологічного корпусу.
1996 року презентували розпис холу адмінкорпусу «Воскрес Христос — воскресла Україна», який виконали художники Я. Бурда та І. Мамчур.
У липні 2015 року з фасаду демонтовано барельєф «Пам'ятний знак на честь 40-річчя приєднання західноукраїнських земель до Радянської держави» (в радянський час був оголошений пам'яткою історії місцевого значення) і відданий на збереження в ТОКМ.
17 березня 2015 року в аудиторії № 3 відкрили музей Леоніда Ковальчука, а 1 жовтня того ж року на фасаді встановили пам'ятну дошку колишньому ректорові вишу (автор — Дмитро Пилип'як).

## Сучасність
На першому поверсі розміщені деканати факультетів, бухгалтерія, фінансовий, юридичний, господарський відділи та відділ кадрів, на другому поверсі — ректорат (ліве крило), кафедра медичної біохімії, відділ міжнародних зв'язків, відеоконференцзал (праве крило), на третьому — кафедри фармакології з клінічною фармакологією (ліве крило) і загальної гігієни та екології (праве крило), на четвертому — музей історії ТНМУ, актова зала, музей Леоніда Ковальчука, лекційні аудиторії № 1 і 3. У підвальних приміщеннях знаходяться архів, лабораторія, студентське кафе «Ескулап».